# Baxter Glacier
Baxter Glacier är en glaciär i Antarktis. Den ligger i Östantarktis. Nya Zeeland gör anspråk på området. Baxter Glacier ligger 815 meter över havet.
Terrängen runt Baxter Glacier är huvudsakligen kuperad, men åt sydost är den bergig. Trakten är obefolkad. Det finns inga samhällen i närheten. 